# Johanneskirken
L'église Saint-Jean (Johanneskirken) est une des églises de Bergen, en Norvège. Elle se trouve sur les hauteurs du sud du centre ville, dans le prolongement de Torget et Torgallmenningen, qui sont respectivement un des fronts de mer de la ville avec le marché aux poissons, ainsi que la place centrale et commerciale. Elle est à deux pas de l'université de Bergen, et du Naturhistmuseum.

## Photographie

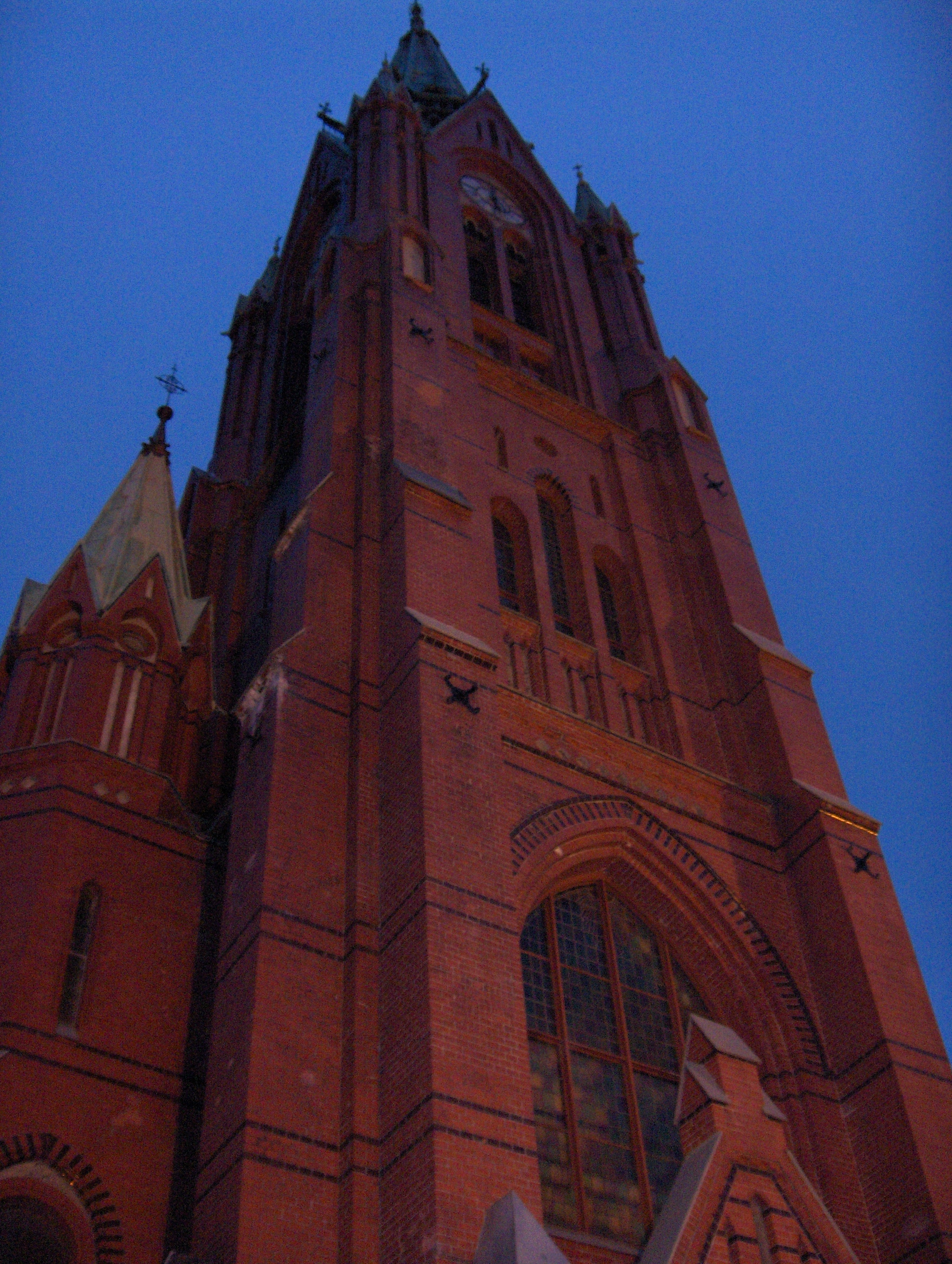
Vue en contre plongée de la Johanneskirken

## Historique
Elle fut construite en 1894 par l'architecte Theodor Sørensen, en brique, dans un style néo-gothique. Elle peut accueillir 1 250 personnes.